# 車夫人
車夫人（?—?），中国十六国北凉国王沮渠蒙逊的母亲。玄始二年（413年）车氏病重时，沮渠蒙逊在南景门，散钱赐给百姓。下诏书要为母亲車太后祈福，但是事与愿违，不久车氏去世。
诏书全文：“孤庶凭宗庙之灵，乾坤之祐，济否剥之运会，拯遗黎之荼蓼，上望扫清气秽，下冀保宁家福。而太后不豫，涉岁弥增，将刑狱枉滥，众有怨乎？赋役繁重，时不堪乎？群望不絜，神所谴乎？内省诸身，未知罪之攸在。可大赦殊死已下。”